# Seznam encyklik Benedikta XVI.
Toto je seznam encyklik Benedikta XVI. Papež Benedikt XVI. vydal od svého zvolení 19. dubna 2005 tyto encykliky:
Název papežské encykliky je obvykle odvozen od prvních slov jejího úvodu. 
| Č. | Název               | Název              | Podtitul                                      | Vyšla              | Český text |
| Č. | Latinsky            | Česky              | Podtitul                                      | Vyšla              | Český text |
| -- | ------------------- | ------------------ | --------------------------------------------- | ------------------ | ---------- |
| 1. | Deus caritas est    | „Bůh je láska“     | O křesťanské lásce                            | 25. prosince 2006  | Text       |
| 2. | Spe salvi           | „Spaseni v naději“ | O křesťanské naději                           | 30. listopadu 2007 | Text       |
| 3. | Caritas in veritate | „Láska v pravdě“   | O integrálním lidském vývoji v lásce v pravdě | 29. června 2009    | Text       |

Benedikt XVI. se rovněž podílel na vzniku encykliky Lumen fidei, kterou dokončil jeho nástupce papež František.